# California Dreamin'
"California Dreamin" é uma popular canção do grupo norte-americano The Mamas & the Papas, lançada originalmente em 1965. A música ocupa a posição #89 na lista publicada pela revista Rolling Stone das 500 melhores canções de todos os tempos. Liricamente expressa nostalgia e saudade do calor da Califórnia durante um inverno particularmente frio. No Brasil, foi a 21ª música mais tocada nas rádios em 1966.